# Große Fuge

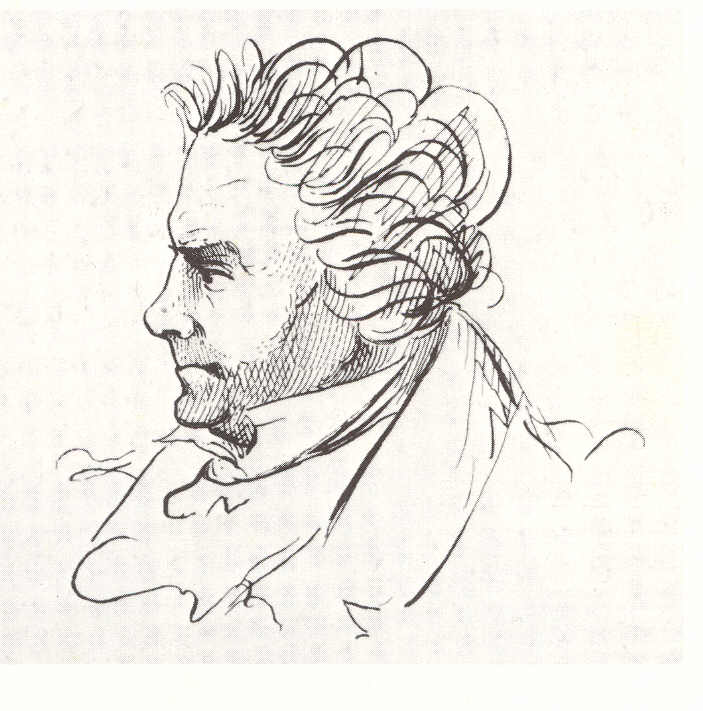
Caricatura de Beethoven por J.P Lyser.

Große Fuge op. 133 B-Dur (em português, Grande fuga op. 133 em Si♭)  é uma peça para quarteto de cordas composta entre 1825 e 1826 por Beethoven. O trabalho, dedicado ao Arquiduque Rudolfo, era inicialmente o final do Quarteto de cordas Nr. 13 Si♭ op. 130.
No ano de 1826, Beethoven publicou uma adaptação da Grande Fuga para piano a quatro mãos como Opus 134.

## Composição
Inicialmente a Grande fuga era um movimento final do Quarteto de cordas Nr. 13 Si♭ op. 130. Devido à novidade da linguagem tonal, que sobrecarregava os músicos executantes, o editor de Beethoven, Mathias Artaria, pediu-lhe que escrevesse um final convencional para a Opus 130. Beethoven atendeu a este pedido e publicou o que deveria ser o movimento final como Opus 133, independentemente.  Segundo Gerd Indorf, estudioso da música, a hipótese de que Beethoven tivesse feito isto contra sua vontade não é justificada pelas pesquisas atuais.